# NGC 6130
NGC 6130 (również PGC 57828 lub UGC 10347) – galaktyka spiralna z poprzeczką (SBbc), znajdująca się w gwiazdozbiorze Smoka. Odkrył ją Lewis A. Swift 28 lipca 1886 roku.
W galaktyce tej zaobserwowano supernową SN 2001ab.